# Crystal Palace (Londres)
Crystal Palace es un barrio que se expande por los municipios londinenses de Bromley, Croydon, Lambeth, Southwark y Lewisham. Se encuentra a unos 13 km (8 mi) al sur del centro de Londres, Reino Unido. El barrio toma el nombre de The Crystal Palace, que se ubicó en esta zona desde 1854 hasta 1936, cuando fue destruido por un incendio.